# Norbert Stoll
Norbert Stoll (* 11. April 1940) ist ein ehemaliger deutscher Fußballspieler. 

## Karriere

### Vereine
Stoll spielte von 1957 bis 1962 für den SV Eintracht Trier 05 in der Oberliga Südwest. Das beste Ergebnis mit seiner Mannschaft erzielte er am Saisonende 1958/59 mit dem achten Platz in einem Teilnehmerfeld von 16 Mannschaften. 1962 stieg er mit seiner Mannschaft als Vorletzter in die 2. Oberliga Südwest ab.

### Nationalmannschaft
Stoll bestritt für die DFB-Jugendauswahl „A“ fünf Länderspiele. Sein Debüt als Nationalspieler gab er am 12. März 1958 in Bolton beim 2:1-Sieg über die Auswahl Englands. Im selben Jahr nahm er auch am UEFA-Juniorenturnier teil, in dem er vom 2. bis 9. April in vier Gruppenspielen eingesetzt wurde. In Saarbrücken und Trier wurden die Auswahlen Österreichs und der Tschechoslowakei mit 2:1 und 3:1 bezwungen, in Übach-Palenberg und erneut in Saarbrücken endeten die Begegnungen mit den Auswahlen Belgiens und Italiens 2:2 und 1:1 unentschieden.

## Erfolge
- Teilnahme am UEFA-Juniorenturnier 1958